# Джек Лоулес
Джек Лоулес (англ. Jack Lawless) (нар. 20 вересня 1987) — американський музикант, найбільш відомий як барабанщик популярної поп-рок групи Jonas Brothers. Також він ударник в Ocean Grove, і DNCE. Виріс у Мідлтаун-Тауншип, Нью-Джерсі, частині округу Монмаут.

## Кар'єра

### Музика
З початку 2007 року Лоулес виступає у складі Jonas Brothers .
У 2008 році Лоулес грав на ударних в дебютному альбомі Демі Ловато «Don't Forget».
Також є барабанщиком групи DNCE, що виникла у 2015 році.

### Jonas Brothers
Акомпонуюча група Jonas Brothers  включала Раяна Лістмана — клавішні , Джона Тейлора — гітара, Грега Грабовскі — бас і Джека Лоулеса — ударні.